# カヌースプリント
カヌースプリント（英語: canoe sprint）は、カヌー競技の種目の一つ。静水（つまり、流れのない河川・池・湖、稀に海の場合も）にコースを設置し、その区間内でのタイムを競う。使用する艇によりカナディアンとカヤック、乗組員数によりシングル・ペア・フォアの区別がある。2009年4月1日に競技名が現在の名称に変更される以前は、フラットウォーターレーシング（Flatwater Racing、略号: FWR）と呼ばれていた。

## 概要
タイムトライアルであるスラロームやワイルドウォーターとは違い、複数艇（原則として9艇）が一斉にスタートしてその着順を競う。途中で転覆した場合は失格となるが、船首がフィニッシュラインを通過した時点でゴールとなるため、ゴール直後に転覆しても問題ない。
2004年のアテネオリンピックでは、男子がカヤックシングル、カヤックペア、カヤックフォア、カナディアンシングル、カナディアンペアが（カヤックフォアは1000mのみ、その他は500mと1000m）、女子はカヤックのシングル・ペア・フォア（すべて500mのみ）が実施された。
大会などのスタートの合図は以前は、「Start within ten seconds…（10秒以内にスタートしなさい）」という独特のアナウンスだったが、2011年度より「Ready set go」となった。
陸上競技における「On your mark」と「Ready」はほぼ等しく、「Set」のアナウンスがあると選手はパドルを構え、スタートの準備をし、「Go」で一斉に発艇する。

## 日本におけるフラットウォーターレーシング
日本では、フラットウォーターレーシングの盛んなヨーロッパ諸国に比べて、大きくて流れのほとんどない河川・池・湖などが少なく、急流が多いうえ、競技人口も少ないため、フラットウォーターレーシングという競技はあまり知られていない。先述したように、大きな河川などがあまりないため、日本で行われる大会では500mもしくは200mのタイムを競うものが一般的である。